# Rheumaptera laxata
Rheumaptera laxata là một loài bướm đêm trong họ Geometridae.